# Basilique Sainte-Engrâce de Saragosse
Pour les articles homonymes, voir Sainte-Engrâce (homonymie).
 (février 2025).
Si vous disposez d'ouvrages ou d'articles de référence ou si vous connaissez des sites web de qualité traitant du thème abordé ici, merci de compléter l'article en donnant les références utiles à sa vérifiabilité et en les liant à la section « Notes et références ».
La basilique Sainte-Engrâce de Saragosse  (Iglesia Basílica de Santa Engracia) est une église de la ville de Saragosse, en Espagne.

## Histoire

### Origines du monastère
Un premier lieu de culte chrétien fut établi à cet endroit au IIIe siècle, à la suite du culte des reliques de sainte Engrâce et d'autres martyrs de Saragosse. On conserve de cette période deux sarcophages paléo-chrétiens dans la crypte de l'église, réalisés par des artistes romains dans la première moitié du IVe siècle : le sarcophage de la Receptio animae et celui de la Trilogía petrina.
Une première communauté chrétienne aurait pris l'habitude de se réunir sur l'emplacement d'un cimetière au sud de la ville romaine qui accueillait les restes dix-huit chrétiens, dont sainte Engrâce, martyrisés en 304, à la suite des persécutions du gouverneur Dacien, sur ordre de l'empereur Dioclétien. C'est là qu'est construit au début du IVe siècle un premier sanctuaire sous le vocable de la Vierge des Saintes Masses,. La tradition attribue la fondation d'une première communauté bénédictine à saint Paulin, lors de ses voyages en Espagne, en 392,.
C'est au VIIe siècle que le monastère connaît une première période faste, puisque deux évêques importants en sont issus : Jean de Saragosse et Eugène de Tolède. Braule de Saragosse, frère et successeur du premier au siège épiscopal, protégea et enrichit encore le monastère. L'église est alors connue comme la basilique des Dix-Huit Martyrs.
À partir du VIIIe siècle, le monastère joue le rôle de refuge pour la communauté chrétienne de Saragosse, lors la domination arabe. L'église devient le cœur d'un nouveau quartier mozarabe, à l'extérieur des murs de la Saraqusta musulmane. Les catacombes sont à nouveau utilisées et servent de sépulture durant cette période. Il semble qu'ensuite la communauté perd de son importance et se disperse. Au concile de Jaca, en 1063, l'évêque de Saragosse Paterne cède le monastère et la paroisse de Sainte-Engrâce et des Saintes-Masses à l'évêché de Huesca. À la suite de la prise de la ville par Alphonse Ier le Batailleur, la donation est confirmée en 1121, par bulle du pape Grégoire VII. Les évêques de Huesca prennent alors l'habitude de donner à la tête de l'église un prieur, puis un archidiacre à partir de 1302.

### Reconstruction auxXIVesiècle,XVesiècleetXVIesiècle

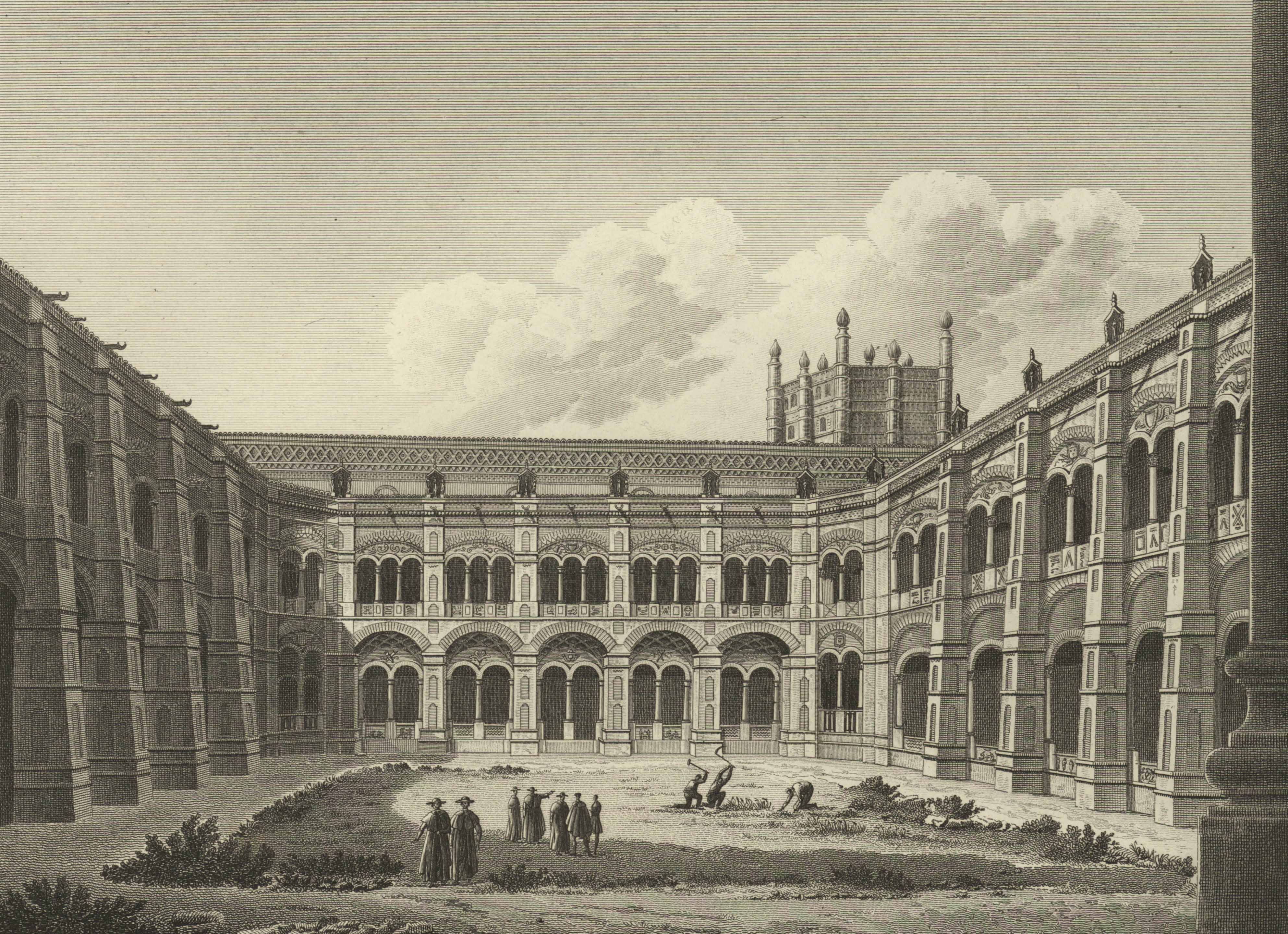
Vue du petit cloître de Sainte-Engrâce (1808).

Grâce à une excavation fortuite, en 1319, les corps de sainte Engrâce et de son oncle, Luperc, sont retrouvés sous deux tumulus de pierres. La dévotion pour la sainte connait alors un renouveau et des travaux sont entrepris dès la fin du XIVe siècle. La nouvelle église, de style gothique, n'est cependant achevée qu'en 1450 par l'archevêque de Saragosse Dalmau de Mur.
En 1468, le roi Jean II attribue à la sainte la guérison de ses cataractes. N'ayant pu tenir sa promesse d'établir un monastère hiéronymite à Sainte-Engrâce, il en confie en 1479 le soin par testament à son fils Ferdinand. Le 16 avril 1493, jour de la sainte Engrâce, 25 moines hiéronymites venus du monastère Saint-Jérôme de Cotalba prennent possession du nouveau monastère. Le 6 août, la messe est célébrée devant les rois Catholiques. L'église perd sa fonction paroissiale, mais une chapelle de l'église abbatiale est réservée aux paroissiens et les reliques restent en possession de l'évêché.
Les travaux reprennent vers 1496 et se poursuit au début du XVIe siècle dans une grande unité de style plateresque, avec l'aménagement des chapelles de l'église. C'est le sculpteur Gil Morlanes l'Ancien qui dirige à partir de 1512 la construction de la majestueuse façade-retable, puis, à sa mort en 1515, son fils Gil Morlanes le Jeune, dans le style de la Renaissance plateresque. En 1518, lorsque Charles Quint vient à Saragosse afin de jurer les fueros d'Aragon, les travaux semblent achevés. 

### Destruction et reconstruction auxXIXesiècleetXXesiècle

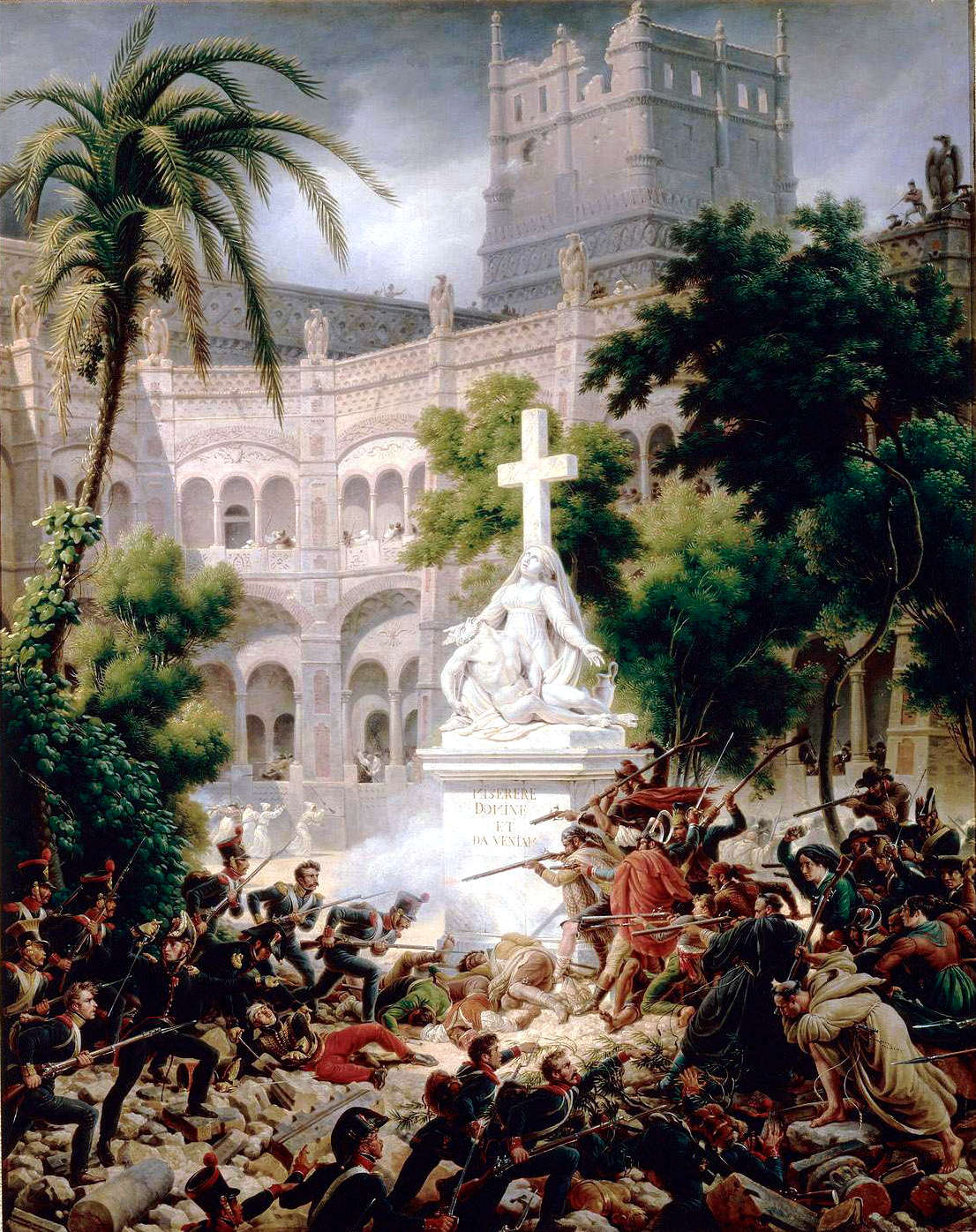
Episode du siège de Saragosse : assaut du monastère de Santa Engracia, le 8 février 1809 (Louis-François Lejeune, 1827).

Le bâtiment souffre des combats acharnés, lors du premier siège de Saragosse par l'armée française. L'église est totalement détruite par l'explosion de mines dans la nuit du 13 au 14 août 1808 avant l'évacuation des troupes françaises dirigées par le général Lefèvre. 
En 1813, le roi Ferdinand VII aide matériellement à la reconstruction du sanctuaire, dont le portail principal est préservé. En 1819, le nouveau temple est béni par l'évêque de Huesca, du diocèse duquel il dépend alors. 
En 1835, les moines hiéronymites qui entretenaient l'église sont chassés de leur monastère, attenant à celle-ci, à la suite de la politique de désamortissement  de Juan Álvarez Mendizábal. En 1882, le monastère, abandonné, est classé monument national. Le 3 novembre 1891, l'évêque de Huesca, Vicente Alda, pose la première pierre d'une nouvelle reconstruction du sanctuaire selon les plans des architectes Ricardo Magdalena et Julio Bravo. Le 16 avril 1899 sont inaugurés les nouveaux bâtiments. La restauration de la façade, qui avait survécu à la destruction de 1808 à la suite de l'occupation et des sièges de la ville par l'armée française, est confiée au sculpteur Carlos Palao. 
En 1956, à la suite du concordat entre l'État espagnol et le Saint-Siège, l'église Sainte-Engrâce rejoint la circonscription ecclésiastique de l'archidiocèse de Saragosse. Le 11 juillet 1991, le pape Jean-Paul II élève l'église Sainte-Engrâce au rang de basilique mineure, et accorde en 1999 une année sainte à la paroisse Sainte-Engrâce, avec les mêmes indulgences que pour une année compostellane.

## Architecture

### Portail
Le portail est tout ce qui reste de l'ancien monastère hiéronymite Sainte-Engrâce, construit au cours de la première moitié du XVIe siècle. Il s'agit d'un des premiers portails de style Renaissance et d'un des plus réussis. Il est l'œuvre de Gil Morlanes le Vieux, qui y travailla de 1512 à 1515, mais ne fut terminé que par son fils.
C'est un portail en forme de retable qui évoque la protection royale du monastère et les saints martyrs qui y sont vénérés. Quatre niches, sur les côtés de la porte, représentent quatre Pères de l'Église. Les niches supérieures représentent la Vierge des Saintes Masses et les Rois Catholiques.
Il fut restauré par le sculpteur Carlos Palao, qui compléta ou refit entièrement certaines des figures originales.

### Intérieur
Le retable actuel, datant du XIXe siècle, est l'œuvre des sculpteurs barcelonais Josep Llimona et Eusebi Arnau.

### Source
- (es) Cet article est partiellement ou en totalité issu de l’article de Wikipédia en espagnol intitulé « Iglesia basílica de Santa Engracia » (voir la liste des auteurs).